# 尼可拉斯·費爾勃格
尼可拉斯·費爾勃格（荷蘭語：Nicolaas Verburgh，？—1676年），或譯費爾堡、富爾堡、維堡，在台灣荷蘭統治時期擔任第10任台灣長官，時間是 1649年 - 1653年。

## 生平
1624年維堡擔任下級商務員並前往亞洲工作，1647年晉升為波斯商館的館長。1649年，荷蘭東印度公司以月薪230盾的待遇，任命他作台灣長官。1650年，駐台牧師倪但理跟上級商務員史諾克（Dirck Snoucq）發生爭執，史諾克控告倪但理毀謗名譽，而尋求維堡的審判。不過維堡曾公開譴責倪但理藐視長官的權威，不經自己同意就核發人頭稅稅單；可是牧師核發稅單係當地慣例，倪但理遂認為維堡對自己有偏見，拒絕維堡主持審判。維堡便不經召開法庭，自行把倪但理撤職並罰款1000盾；倪但理不服判決，遂向巴達維亞當局上訴。雙方各有人支持，不停地寫信到巴達維亞控訴對方，大員政壇因此分裂成以維堡、史諾克為首的行政派，和以揆一、倪但理為首的教會派，維堡也從此和揆一結怨。最後巴達維亞當局裁決倪但理無罪，不過也取消了牧師的政治權力，才平息爭執。
1652年爆發郭懷一事件，雖然起事很快就被鎮壓，但維堡開始認為台灣是燙手山芋，任期屆滿便想離開台灣。公司同意他的請求，於1654年調任維堡為東印度議會的特別委員，3年後升任議會議員。揆一擔任長官後，維堡便藉著職權抨擊揆一執政不妥，也影響了巴達維亞當局對揆一的看法。後來維堡的仕途一路順暢，到了1667年已晉升為東印度副總督。1675年維堡返回荷蘭，隔年去世於台夫特。